# Futebol Clube de Arouca
El Futebol Clube de Arouca es un club de fútbol portugués ubicado en Arouca, distrito de Aveiro, Gran Área Metropolitana de Oporto (NUTS III), Región estadística del Norte (NUTS II), en Portugal. Actualmente milita en la Primeira Liga, la máxima categoría del fútbol portugués. Disputa sus encuentros como local en el Estadio Municipal de Arouca, con capacidad para 5 000 espectadores.

## Historia
El Futebol Clube de Arouca fue fundado el 25 de diciembre de 1951 como un equipo afiliado al F.C. Porto en el distrito de Aveiro, aunque al poco tiempo tomó personalidad propia. A partir de la década de 1980 comenzó a participar en los campeonatos de la Asociación de Fútbol de Aveiro.
En la temporada 2007/08, con el Arouca en el cuarto nivel del fútbol luso, llegó a la presidencia el empresario constructor Carlos Pinho, cuyo objetivo a medio plazo era llegar al fútbol profesional. A pesar de que la entidad apenas tenía recursos, el dirigente asumió de su bolsillo la creación de un nuevo plantel que encadenaría de inmediato la promoción a Segunda B y en 2010/11 un nuevo ascenso a Segunda División.
Después de tres campañas en Segunda, el Arouca finalizó la edición 2012/13 en segundo lugar, lo cual garantizaba el ascenso a Primeira Liga. El estadio municipal tuvo que ser remodelado por completo para acoger partidos en la máxima categoría. Y a pesar de que los dos primeros años fueron muy complicados, los arouquenses fueron la revelación del 2015/16 con un quinto puesto que les clasificó para la fase previa de la Liga Europa de la UEFA 2016/17.

## Palmarés
- Segunda División de Portugal (1): 2009–10
- Tercera División de Portugal (1): 2007–08
- Liga Regional de Aveiro (1): 2006–07

## Participación en competiciones de la UEFA
| Competicion UEFA | Competicion UEFA       | Competicion UEFA  | Competicion UEFA | Competicion UEFA | Competicion UEFA | Competicion UEFA |
| Temporada        | Torneo                 | Ronda             | Club             | Casa             | Visita           | Global           |
| ---------------- | ---------------------- | ----------------- | ---------------- | ---------------- | ---------------- | ---------------- |
| 2016–17          | UEFA Europa League     | 3ª Clasificatoria | Heracles Almelo  | 0–0              | 1–1              | 1–1 (a)          |
| 2016–17          | UEFA Europa League     | Playoff           | Olympiacos       | 0–1              | 1-2              | 1-3              |
| 2023–24          | UEFA Conference League | 3ª Clasificatoria | Brann            | 2–1              | 1–3              | 3–4              |